# Josep Batlle i Carreó
Josep Batlle i Carreó (Sitges, 1773 - Montevideo, 1854) fou un comerciant i cronista a l'Uruguai, iniciador d'una cèlebre dinastia de prohoms uruguaians amb quatre presidents de la república.
Va viatjar pel Mediterrani i a Mèxic fins que, l'any 1800, es va establir a Montevideo com a comerciant de farina i blat. Va construir un molí a La Aguada, als afores de Montevideo, i com a propietari de vaixells mercants negociava amb Buenos Aires i Espanya.
A la Revolució de Maig del 1810, i durant les lluites d'emancipació del virregnat del Riu de la Plata (1810-1828), va participar amb la Companyia de Minyons Catalans en la defensa de Montevideo al costat de la metròpoli. Entre el 1815 i el 1833 va tornar a Barcelona com a exiliat polític. De nou a Montevideo, va escriure les seves memòries, anomenades Noticia, convertint-se en un cronista de la seva època.
Els seus descendents han constituït una família notable a l'Uruguai:
- Lorenzo Batlle y Grau, el seu fill, fou ministre de Guerra i després president del 1868 al 1872.
- José Batlle y Ordóñez, el seu net, fou president de l'Uruguai (1903-1907 i 1911-1915), i fundador del moviment anomenat batllisme que va quedar reflectit en la Constitució del 1917.
- Luis Batlle y Berres, el seu besnet i nebot de José Batlle, fou president de l'Uruguai (1947-1951 i 1955-1956).
- Jorge Batlle e Ibáñez, el seu rebesnet, fou president del Senat el 1985, i president de la república entre el 2000 i 2005.